# Коньяк (сеньория)
Коньяк (Cognac) — французская сеньория в составе графства Ангулем, существовавшая с первой трети XI века. 
Её первыми правителями были упомянутые в документе 1031 года братья Итье и Арно, племянники Арно де Витабре (ум. 1037), епископа Перигё с 1010 года.
Список сеньоров де Коньяк:
- Итье I, упом. 1031
- Арно, упом. 1031 и 1047
- Эли I (ум. после 1064), сын Арно
- Итье II (ум. не ранее 1098), сын Арно
- Эли II де Шамбаро, сын Эли I
- Бардон (ум. до 1136), сын Эли II
- Эли III (ум. 1140), сын Бардона
- Итье III, сын Бардона
- Итье IV, упом. 1170—1175
- Итье V.

В 1190-х годах замок Коньяк захватил английский король Ричард Львиное Сердце и отдал его своему внебрачному сыну Филиппу (ум. 1201). Чтобы как-то узаконить захват, он женил Филиппа на Амелии де Жарнак (1164-1206), - племяннице Нобилии де Жарнак, жены Итье III де Коньяка.
После смерти Амелии на Коньяк претендовали многие французские сеньоры. В 1208 году замок захватил Бозон де Мата, чья жена была родственницей Амелии. В 1213 году он за денежное вознаграждение уступил свои права английскому королю Иоанну Безземельному. После смерти последнего сеньория Коньяк оказалась во владении вдовы покойного короля — Изабеллы Ангулемской, и её второго мужа Гуго X де Лузиньяна.
В 1249-1288 гг. сеньорией правил Ги де Лузиньян – сын Гуго X. Ему наследовал племянник – Ги II де Лузиньян (1288-1289), преемником которого стал Гуго XIII де Лузиньян (1289-1303). После смерти последнего представителя рода Ги де Лузиньяна (1303-1308) часть его владений, в том числе Коньяк, конфисковал король Филипп IV Красивый,  обвинив покойного в государственной измене.